# Xestia lubentia
Xestia lubentia là một loài bướm đêm trong họ Noctuidae.